# Armi d'assedio (storia romana)
Le armi da assedio d'epoca romana (in latino apparata oppugnandarum urbium) rappresentarono una componente fondamentale nell'organizzazione dell'esercito romano. Si trattava di tutta una serie di macchine adatte a scardinare o a superare le mura delle città nemiche degli assediati, oltre ad una serie di congegni di artiglieria, in parte ereditati dai Greci della vicina Magna Grecia.

## Tipologia delle armi impiegate

### Macchine d'assedio
In origine l'arte dell'assedio consisteva nel raggiungere gli spalti grazie a scale, oltre alla demolizione delle mura avversarie attraverso tutta una serie di macchine adatte a ciò. Questo è quanto accadde durante il periodo regio e buona parte della Repubblica, almeno fino a quando i Romani non vennero in contatto con la Magna Grecia, e tutta una serie di strumenti di artiglieria. Gli strumenti che qui andremo ad analizzare in questa sezione non riguarderanno pertanto armi da lancio.

#### Ariete

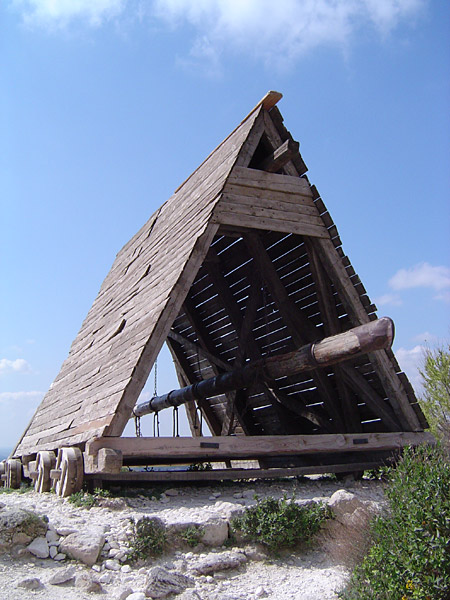
Tipico esempio di ariete montato su ruote, per meglio avvicinarlo alle mura avversarie (ricostruzione allo Château des Baux)

Uno dei primi utilizzi di quest'arma da parte dell'esercito romano avvenne nel 250 a.C., durante l'assedio di Lilibeo, dove i legionari impiegarono con grande perizia tutte le tecniche d'assedio, apprese durante le guerre pirriche degli anni 280-275 a.C., tra cui le torri d'assedio, gli arieti e le vinea.
Quest'arma veniva utilizzata per sfondare le porte di accesso degli oppida e delle fortezze, o le stesse mura quando non erano particolarmente spesse, praticandovi delle brecce. Era costituita essenzialmente da una grossa trave, solitamente ricavata dal fusto di un albero, con una estremità rinforzata da una calotta di metallo. La calotta spesso aveva la forma di una testa di ariete, da cui il nome della macchina. Era utilizzata facendo cozzare la testa della macchina con forza e ripetutamente contro il bersaglio fino a distruggerlo, appendendo l'ariete ad un castelletto (muscolo o testuggine), mentre il movimento del tronco era generato spesso dall'impiego di funi, agganciate nella parte posteriore. In un primo tempo queste venivano tirate in modo tale da portare indietro l'ariete; successivamente, raggiunto l'angolo massimo di trazione del tronco sul castelletto, venivano rilasciate così che la testa dell'arma colpisse il bersaglio con quanta più veemenza possibile. Gli arieti più leggeri erano imbracciati a mano da un nutrito numero di armati, in altri casi erano montati su carri e lanciati contro le strutture degli assediati, altre volte ancora erano montati in macchine d'assedio complesse come torri mobili, anche di grandi dimensioni. Questa la descrizione che fa Flavio Giuseppe di un ariete al tempo dell'assedio di Iotapata:
(Flavio Giuseppe, La guerra giudaica, III, 7.19.215-217.)
Gli arieti, in certi casi, potevano raggiungere dimensioni ragguardevoli come ci racconta Procopio di Cesarea durante le guerre gotiche degli anni 535-553 ai tempi di Giustiniano. Egli descrive un gigantesco ariete azionato da 50 uomini, mentre Vitruvio ne descrive un altro a cui erano preposti ben 100 soldati.

#### Falce murale
La falce murale (in latino Falx muralis) era una macchina d'assedio utilizzata dall'esercito romano, come ci raccontano lo stesso Cesare nel suo Commentarii de bello Gallico e Vegezio: essa consisteva in una lunga pertica o asta, a cui era fissato un grosso uncino di ferro tagliente. Il veloce movimento rotatorio (sia in senso longitudinale, che trasversale) della falce con l'ausilio di corde, permetteva di togliere la calce tra i mattoni o tra i massi delle mura della città assediate, agganciando e demolendo le strutture difensive lungo il parapetto delle mura degli assediati, oppure di scalfire le travi di legno delle palizzate degli accampamenti. Famoso resta il suo utilizzo durante gli assedi di Avarico, e Alesia del 52 a.C., ma anche nel corso del 54 a.C., quando un legato di Cesare, Quinto Tullio Cicerone, dovette difendersi a Namur, dall'assedio di Ambiorige.

#### Muscolo
Il muscolo era una struttura più resistente e pesante rispetto alle vinea. Era spesso montata su ruote o rulli per permettere agli assalitori di posizionarsi sotto le mura e cominciare la demolizione delle stesse in sicurezza, protetti da questa struttura estremamente resistente e mobile. Poteva essere anche utilizzato prima di una torre d'assedio, quando doveva essere colmato un fossato o costruita una rampa d'assedio. Doveva pertanto poter resistere sotto i colpi degli assediati, come grossi macigni o liquidi bollenti come la pece incendiata. Era pertanto dotata di una copertura molto resistente formata da uno strato di mattoni cementati tra loro con della malta, sopra il quale era sistemato uno strato di pelli di cuoio, ed uno come se fosse un grande "materasso" al fine di affievolire i colpi dei macigni che venivano gettati sullo stesso. Sappiamo da Cesare che durante l'assedio di Marsiglia ne furono impiegati alcuni, le cui dimensioni erano di circa 60 piedi di lunghezza (pari a circa 18 metri).

#### Osservatorio
Durante i numerosi assedi sostenuti dagli eserciti romani nel corso dei secoli, fu necessario l'utilizzo di queste strutture chiamate osservatorii. Si trattava in sostanza di un posto di osservazione molto elevato, costruito con il medesimo principio delle scale moderne, ovvero in più tronconi tra loro congiungibili, in modo da allungarsi a piacimento. Tale strumento permetteva di valutare i movimenti della città assediata, lo spessore delle mura, l'entità delle truppe assediate, ecc. I particolari costruttivi sono elencati da Apollodoro di Damasco nella sua opera, Poliorcetica.

#### Pluteo

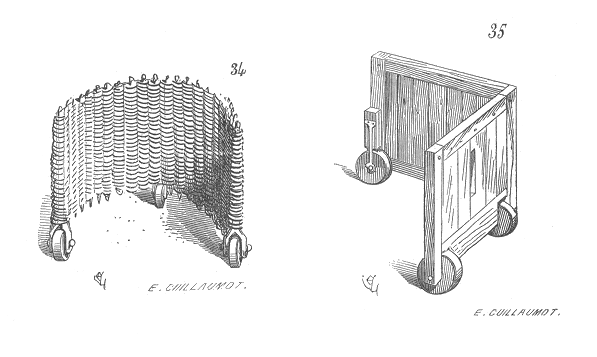
Esempi di plutei, strumenti di difesa per gli assedianti.

Il pluteo era un piccolo riparo mobile, dotato di tre ruote, che poteva avere forma ad angolo retto o ricurva. Era normalmente in legno, ricoperto da pelli per limitare al minimo il rischio di incendiarsi. Le tre ruote davano, quindi, a questo strumento di difesa per gli assedianti, la possibilità di una grande manovrabilità, con spostamenti repentini verso le mura avversarie, riparati dallo stesso, come ci racconta Cesare nell'assedio di Marsiglia del 49 a.C. durante la guerra civile. La loro funzionalità era quella di aiutare ad avvicinare macchine d'assedio più grandi ed importanti ai fini dello sfondamento o assalto delle mura nemiche. In alcuni casi potevano diventare validi ripari fissi come accadde durante la conquista della Gallia, descritti da Cesare nel corso delle campagne del 51 a.C., quando lo stesso generale puntò verso la regione che era appartenuta ad Ambiorige, per devastarla e far razzie, oppure a protezione del porto di Brindisi nel tentativo di bloccarvi Gneo Pompeo Magno.

#### Rampa d'assedio

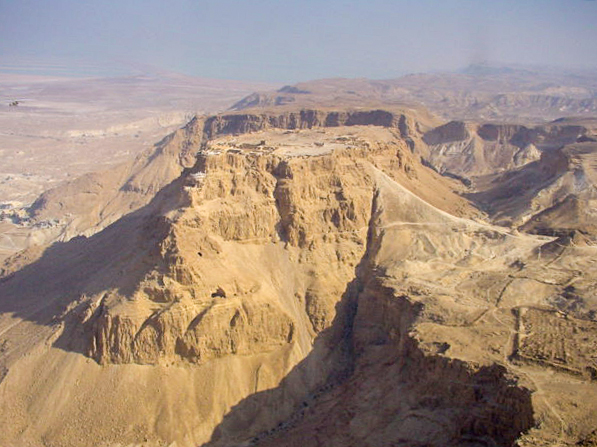
Il pianoro-fortezza di Masada. Sulla destra è chiaramente visibile l'imponente rampa di accesso costruita dai Romani nel 74, che consentì ad una gigantesca torre d'assedio di arrivare sotto le mura per sgretolarle con gli arieti.

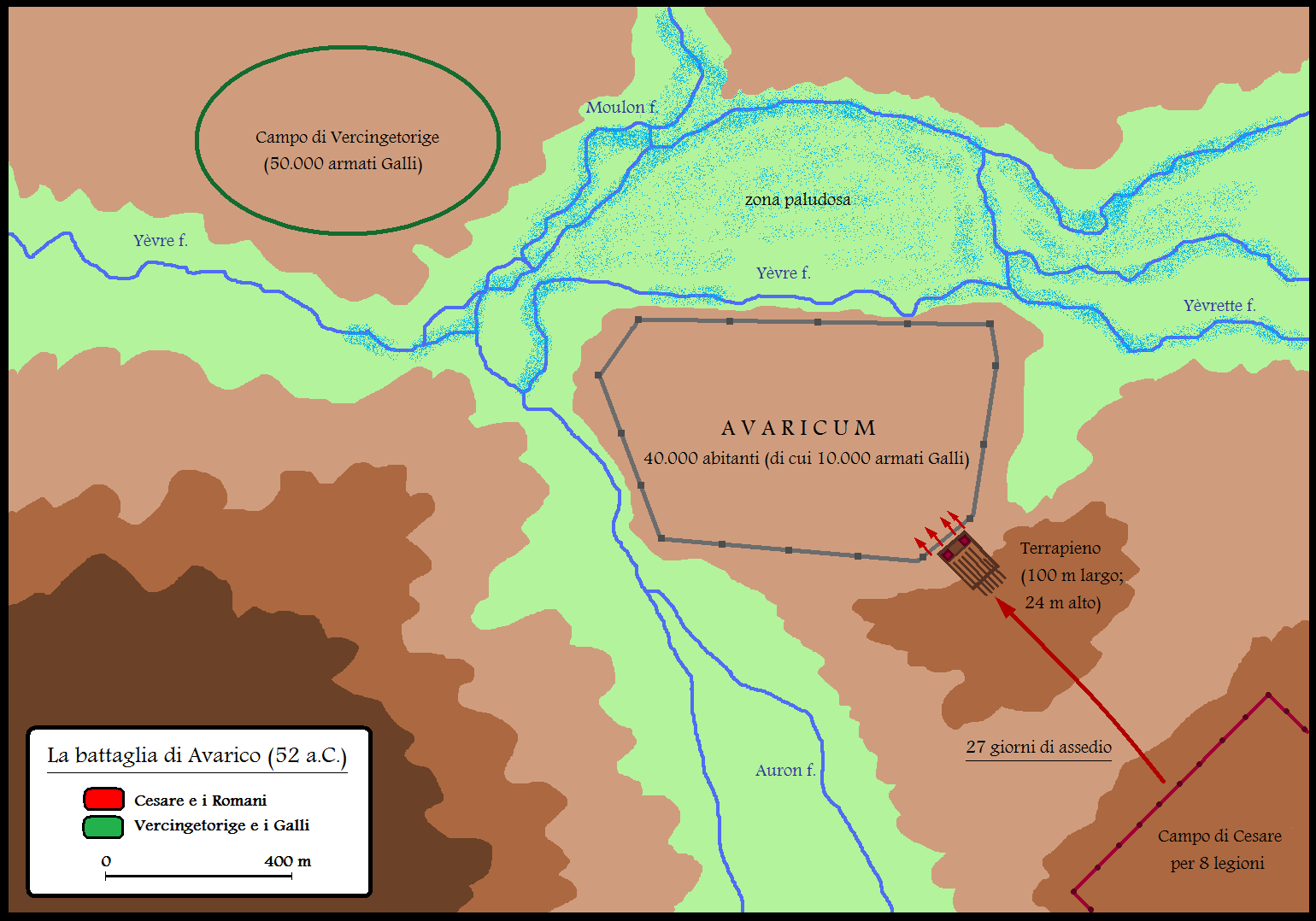
Pianta dell'assedio di Avarico dove fu costruita una gigantesca rampa lunga 100 metri e larga 24.

I Romani cominciarono ad utilizzare la rampa d'assedio già nella tarda Repubblica, tutte le volte che le città nemiche erano poste in luoghi particolarmente elevati. Era una rampa costituita da tronchi di legno, pietre e terra, con la quale si raggiungeva l'altezza delle mura. Su questa rampa potevano essere poi trascinate le torri d'assedio per attaccare le mura della città nemica.
A tal proposito vale la pena ricordare una delle rampe d'assedio più famose nella storia romana, come quella costruita ad Avarico nel 52 a.C. Qui Gaio Giulio Cesare, giunto in prossimità dell'oppidum gallico e posto il campo base di fronte a quella parte della città dove alcuni fiumi e la palude lasciavano uno stretto passaggio, cominciò a costruire un terrapieno (o rampa d'assedio) di fronte alle mura (il cosiddetto Murus gallicus) dell'oppidum gallico, ad avvicinare le vineae ed a costruire due torri d'assedio. La natura del luogo impediva, infatti, di cingere la città con una linea fortificata continua, come fece più tardi ad Alesia. Sebbene vi fossero continui attacchi da parte di Galli, i legionari, pur ostacolati dal freddo e dalle frequenti piogge, riuscirono a superare tutte le difficoltà ed a costruire nei primi venticinque giorni di assedio, un terrapieno largo quasi 100 metri ed alto quasi 24 metri, di fronte alle due porte della cittadella. Cesare, era così riuscito a raggiungere il livello dei contrafforti, tanto da renderli inutili per la difesa degli assediati.
Un altro esempio di rampa d'assedio è quella descritta a Masada dove Flavio Giuseppe ci racconta che per raggiungere la fortezza, ne fu costruita una gigantesca, alta 200 cubiti tra terra e pietre, oltre a 50 cubiti di una piattaforma in legno (per un totale di oltre 110 metri), e larga 50, a sua volta sormontata da un'imponente torre d'assedio.

#### Sambuca

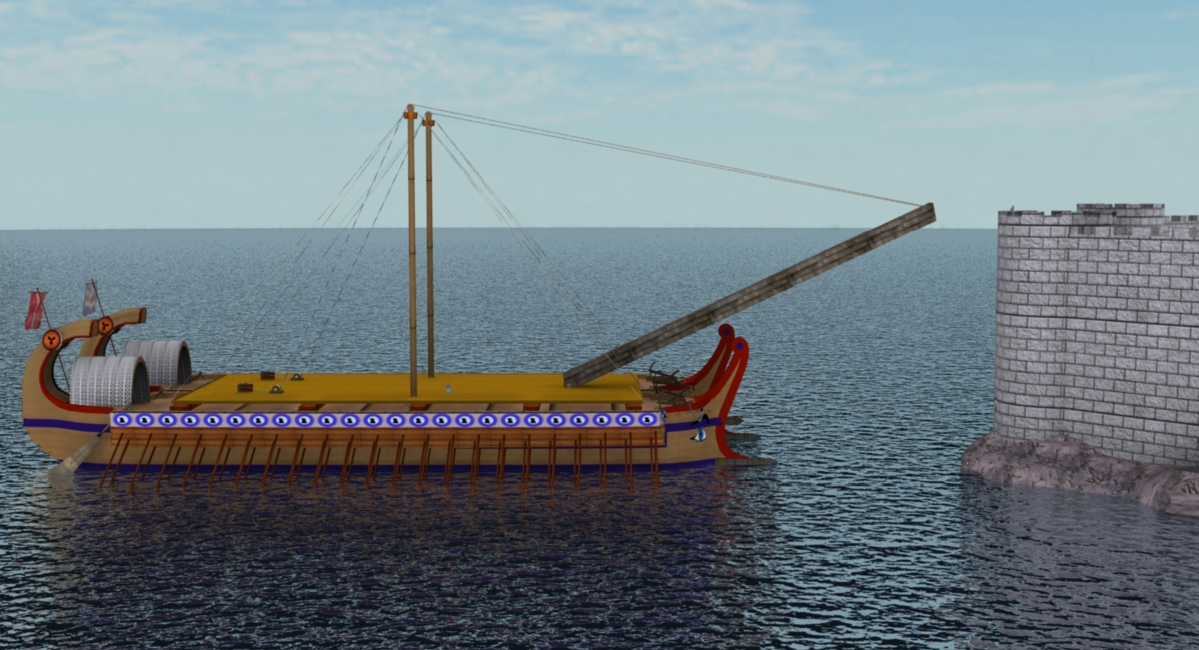
Ricostruzione di sambuca di tipo ellenistico, montata su due navi da guerra.

Sembra che uno dei primi utilizzi di questo strumento d'assedio (una scala mobile) da parte dei Romani sia stato negli anni 214-212 a.C., durante il lungo assedio di Siracusa operato dal console Marco Claudio Marcello, che si dovette scontrare con le tecniche innovative difensive adottate da Archimede. Si racconta che i Romani diedero l'assalto alle mura siracusane con tutti i mezzi a loro disposizione, tra cui torri d'assedio, arieti, vineae e proprio le sambuche. Ecco come ce lo racconta Polibio:
(Polibio, Storie, VIII, 5)
La sambuca era in sostanza una macchina da guerra ereditata dai Greci, con la forma di un ponte volante (una specie di ponte levatoio mobile, manovrato da corde), atta a scalare le mura avversarie. Fu inventata da Eraclide di Taranto attorno al III secolo a.C. Ed i Romani ne appresero l'utilizzo subito dopo le guerre pirriche degli anni 280-275 a.C. Venne chiamata sambuca in quanto una volta innalzata, assomigliava in qualche modo allo strumento musicale sambuca.

#### Scala d'assedio
Le scale d'assedio furono usate dai Romani fin dai primi assedi alle città nemiche, come quello di Suessa Pometia del 502 a.C., di Fidene del 436 a.C., e di Veio del 406-396 a.C. Polibio scriveva, raccontando degli assedi durante la seconda guerra punica:
(Polibio, Storie, IX, 19, 5-7)
Sappiamo che verso gli inizi del II secolo, l'architetto delle imprese di Traiano in Dacia e dell'imperatore Adriano, Apollodoro di Damasco, le scale potevano essere componibili con ogni sezione non più lunga di 12 piedi. Le scale dovevano oltrepassare il bordo del muro di tre piedi (quasi un metro), che tradotto in termini matematici dal Cascarino (nel suo recentissimo studio del 2008) equivaleva a dire: L = 1,15 * H + 3, dove L=lunghezza scala e H=altezza delle mura. Il materiale, sempre secondo Apollodoro, doveva essere di frassino, faggio, olmo o altro, purché leggero, ma resistente. Potevano essere componibili con ogni sezione non più lunga di 12 piedi, dove i montanti della seconda scala andavano inseriti in quelli della prima, quelli della terza tra quelli della seconda e così via. Le estremità inferiori andavano poi fissate ad una trave circolare lunga 15 piedi, fissata al suolo di fronte alle mura avversarie per evitare scivolamenti e sollevare la scala con corde e funi, nel modo più veloce possibile.

#### Testuggine

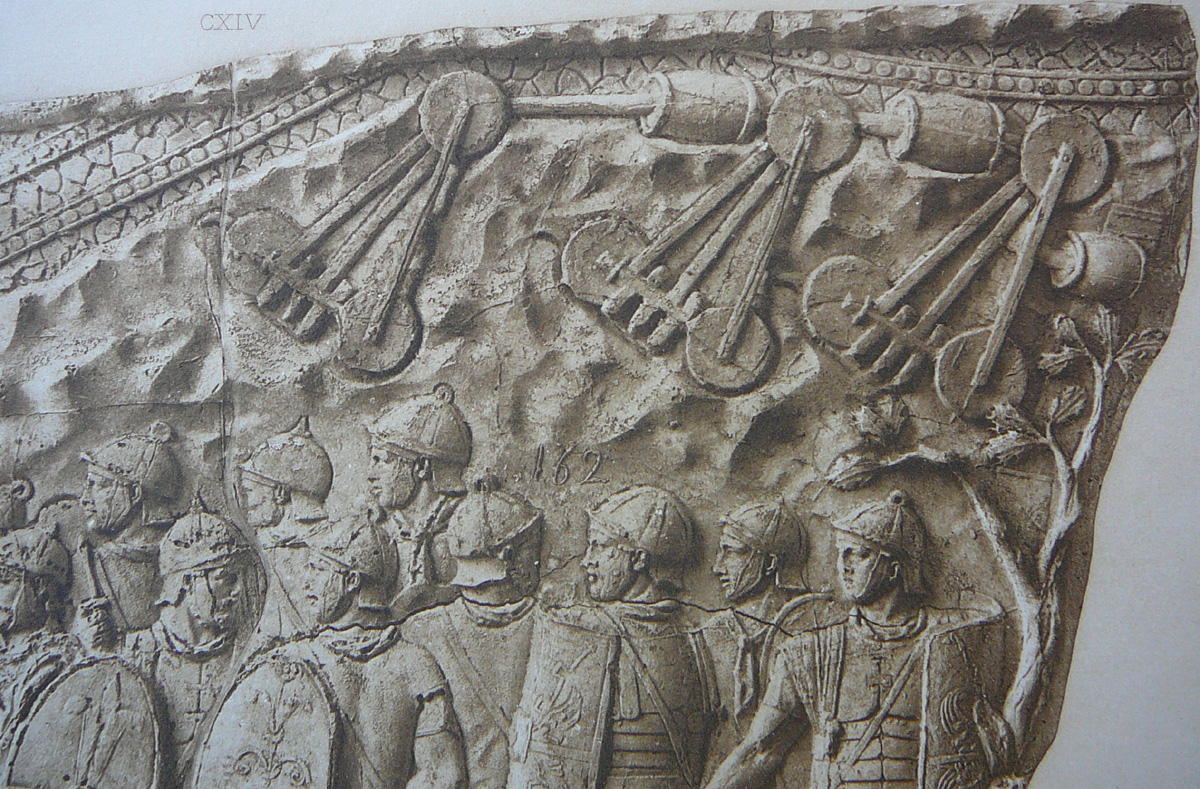
Rappresentazione di testuggini rostrate a forma di prua di nave (detta embolon), dalla Colonna Traiana, scena LXXXV secondo Conrad Cichorius.

Per testuggine (dal latino testudo) si intendeva una macchina militare, che permetteva agli assedianti di avvicinarsi alle mura nemiche e poi lavorare alla demolizione delle stesse, protetti da questa struttura mobile. Era di solito montata su ruote, oltre ad essere costruita con robuste travi in legno opportunamente inclinate e protette a loro volta da un tavolato ed uno strato di argilla, per evitare che i massi, barili, tronchi, la pece infuocata o l'olio bollente, lanciati dagli assediati, potessero danneggiare la struttura. Al contrario potessero scivolare rapidamente ai piedi della struttura stessa, possibilmente senza arrecare danni agli uomini che vi lavoravano sotto. L'estremità inferiore della struttura, opposta alle mura avversarie, era normalmente dotata di punte, per fare in modo che la macchina rimanesse ancorata al terreno. Vi era poi un particolare tipo di testudo a rostro, chiamata embolon. Si trattava di una struttura a forma di prua di nave, che serviva in caso di assedi di città o fortezze che si trovavano su pendii particolarmente ripidi a garantire una migliore protezione agli assedianti. Erano strutture più resistenti in caso di lancio sopra le stesse di massi, barili, tronchi, ecc.. Di questo tipo di arma se ne fece largo uso durante la conquista della Dacia, come ben testimoniato sulla Colonna Traiana durante i vari assedi alle cittadelle daciche ed alla loro capitale Sarmizegetusa Regia.
L'evoluzione della testuggine fu la testudo arietata, vale a dire l'unione tra due strumenti d'assedio facilmente identificabili. In sostanza l'ariete era mosso su rulli o ruote, e la percussione contro le mura nemiche era azionata tirando avanti e indietro, le funi ancorate alla parte posteriore. I soldati che azionavano tale macchina, erano a loro volta, protetti da una tettoia coperta di pelli resistenti al fuoco. In questo modo la parte anteriore a forma di ariete veniva sospinto contro le mura, per creare una breccia, mentre coloro che l'azionavano, erano al riparo da dardi e pietre nemiche.

#### Tolleno
Il tolleno era un altro strumento che gli assedianti utilizzavano per raggiungere le mura nemiche. Era formato da due travi tra loro collegate: una posta in modo verticale, l'altra in modo orizzontale appoggiata alla prima attraverso un montante girevole, al cui capo era ancorato un grosso cesto dove erano posti alcuni armati. Questi ultimi erano sollevati, facendo forza a mezzo di funi attraverso altri armati lasciati a terra, in modo da tirare verso il basso la parte posteriore della macchina d'assedio in questione, oltre a fare in modo di ruotare in direzione ed altezza la cesta posta al capo opposto.

#### Torre d'assedio o elepoli

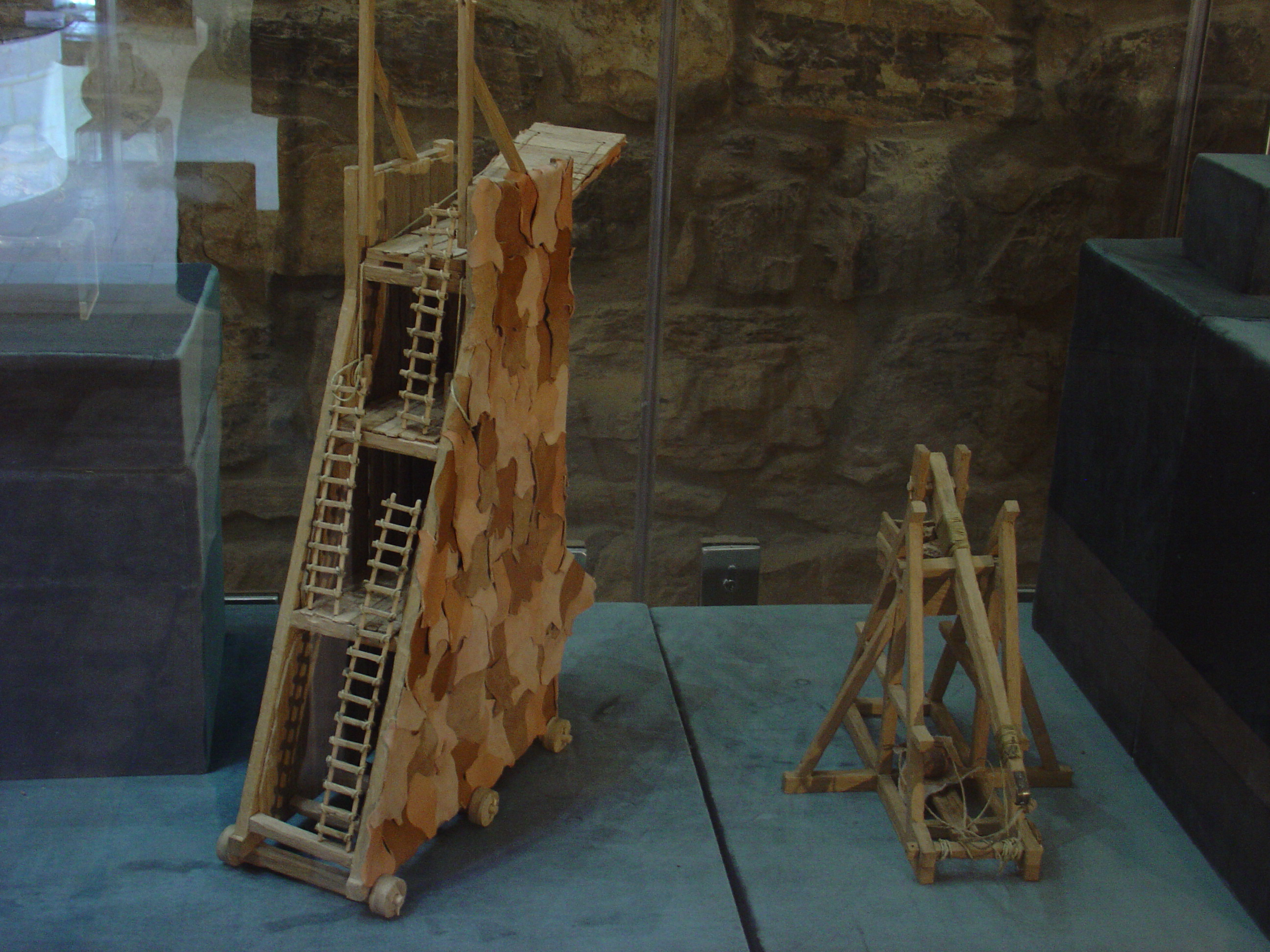
Modellino di una tipica torre d'assedio romana, con a fianco una catapulta.

L'Elepoli o Torre d'assedio, era una macchina d'assedio militare usata nell'antichità (nel caso dell'esercito romano se ne fa menzione per la prima volta nell'assedio di Lilibeo insieme ad arieti e ancora vinea), consistente in una grossa torre di legno quadrata (alta tra i 30 ed i 60 cubiti, pari a 13/26 metri), la quale veniva accostata dagli assalitori alle mura della città assediata. Dalla sua sommità si lanciavano frecce, dardi incendiari e pietre sui difensori per cercare di allontanarli dalle mura. Calando, quindi, un ponte sui parapetti antistanti, gli assedianti tentavano di entrare nella città fortificata. L'elepoli veniva rivestita di pelli fresche, cioè umide, per proteggerla dalle frecce incendiarie degli assediati. Poteva avere più piani, e spesso in quello più basso si collocava l'ariete per abbattere le mura. Scorreva su ruote o rulli e veniva spinta o trascinata con corde o argani.
L'esercito romano ne fece largo uso a partire dalla prima guerra punica, come abbiamo scritto poco sopra. Si ricordano tra gli altri, importanti assedi come quelli di Numanzia del 133 a.C., di Avarico del 52 a.C. o di Gerusalemme del 70. Un esempio delle misure che poteva raggiungere e di come poteva essere utilizzata, ci viene dalla descrizione di Flavio Giuseppe, il quale racconta che durante l'assedio di Masada, la torre fu posta sopra una gigantesca rampa (alta 200 cubiti tra terra e pietre, oltre a 50 cubiti di una piattaforma in legno). La torre era alta 60 cubiti (quasi 27 metri), tutta ricoperta di ferro, dall'alto della quale i Romani posero catapulte e baliste, oltre ad un grande ariete per fare piazza pulita dei difensori delle mura nemiche.

#### Vinea

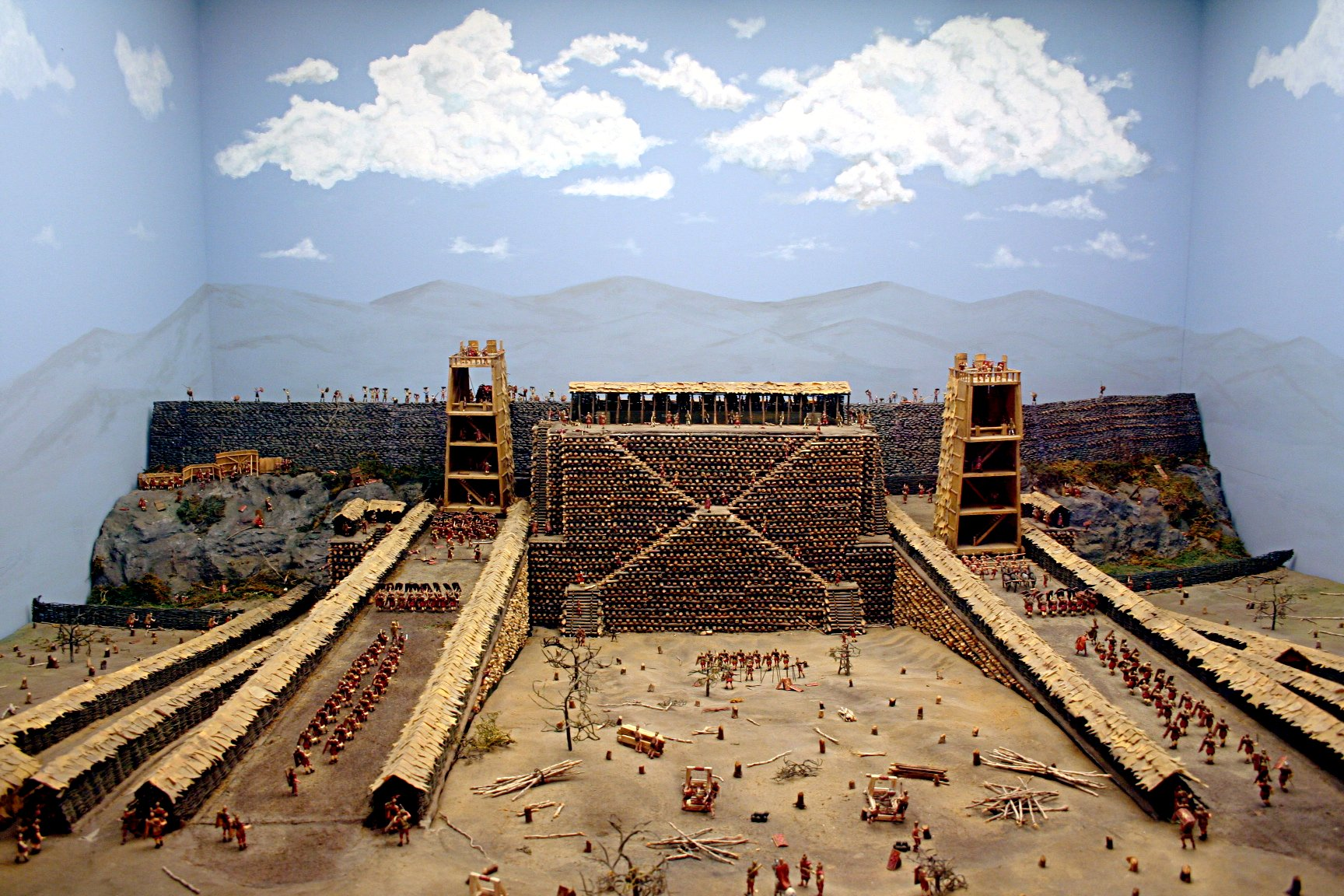
Le vineae sono ben visibili in questa ricostruzione dell'assedio di Avarico, poste una dietro l'altra a formare lunghe gallerie fin sotto le mura della città assediata.

Delle vineae sappiamo che la prima descrizione del loro utilizzo da parte dell'esercito romano risalirebbe al 502 a.C., proprio agli inizi della Repubblica, in occasione dell'assedio di Suessa Pometia. Da ciò se ne deduce che, in quella circostanza, già vi fossero dei tecnici militari per la costruzioni dei primi strumenti di poliorcetica. Si trattava di una struttura, come ci racconta Vegezio, consistente in una tettoia mobile alta circa 7 piedi, larga 8 piedi e lunga 16 (2,1 × 2,4 × 4,8 metri), riparata sui lati da vimini. Se ne potevano unire numerose in modo da formare un corridoio protetto e coperto per proteggere i soldati che si avvicinavano alle mura. Il punto debole era il pericolo di incendio quando gli assediati buttavano giù dalle loro mura materiale incendiabile. Per ovviare in parte a questi inconvenienti spesso si coprivano le vineae con pelli o coperte bagnate.
Di queste opere ci racconta Tito Livio durante l'assedio di Sagunto del 219 a.C. ad opera dei Cartaginesi, quando Annibale fu costretto ad utilizzarle per proteggere i suoi soldati dai continui lanci degli assediati ed avvicinare alle mura un nuovo ariete. Lo stesso Gaio Giulio Cesare ce le descrive durante l'assedio di Avarico, quando dopo 27 giorni, lo stesso generale approfittò di un temporale per avvicinare una delle torri d'assedio alle mura della città, nascondendo molti dei soldati all'interno delle vineae, ed al segnale convenuto riuscendo ad irrompere con grande velocità sugli spalti della città.

### Artiglieria
Premesso che l'artiglieria (in latino tormenta) fu usata anche durante le battaglie campali (come accadde a Cesare durante la conquista della Gallia tra il 58 ed il 52 a.C.; a Germanico nella campagna del 16 d.C. contro i Germani; oppure a Corbulone in quella del 62 contro i Parti;), le armi in questione servivano al lancio di proiettili anche incendiari (dardi, frecce, giavellotti, pietre e massi), atti a perforare le difese nemiche, agevolandone l'assalto, o nel caso degli assediati, la difesa. Il primo progetto di un loro utilizzo, sull'esempio dei vicini Greci dell'Italia meridionale, risalirebbe a Marco Furio Camillo, in vista della guerra da condurre contro i Volsci di Anzio. Progetto che però Camillo non poté realizzare, poiché costretto a dirigersi a nord contro gli Etruschi. Il loro primo utilizzo sembra sia stato introdotto nell'esercito romano solo a partire dalla prima guerra punica, dove fu necessario affrontare i Cartaginesi in lunghi assedi di loro potenti città, difese da imponenti mura e dotate di una sofisticata artiglieria.
Queste macchine erano di tipo nevrobalistico o a torsione, poiché utilizzavano per il loro funzionamento l'energia liberata dal rapido svolgimento di una matassa, di solito una corda di fibre, nervi, tendini o criniere di cavalli. Non sembra, però, così facile definire e differenziare ognuna di queste macchine belliche, che qui sotto andremo ad elencare. Vi è da dire, però, che secondo alcuni autori moderni:
- le catapulte erano utilizzate per lanciare in modo "diretto" e preciso, frecce, dardi e giavellotti,[42][43] compresi gli scorpioni, appartenenti allo stesso genere di armi, ma più piccoli;[43]
- le baliste per il lancio delle pietre,[42] certamente più potenti e pesanti,con un tiro "a parabola", che in alcuni casi potevano raggiungere i 45 kg, come quello rinvenuto durante l'assedio di Gerusalemme del 70.[42]
- Il Malleolus ovvero una rudimentale forma di ordigno incendiario che aveva una punta (spiculum) che si conficcava nel bersaglio e poi si incendiava con un liquido infiammabile composto da un idrocarburo oleoso misto allo zolfo. Fu utilizzato dall’esercito romano dal IV secolo al V secolo d.c. .

Addetti alle macchine da lancio erano poi i ballistarii, i quali, grazie ad un'elevata specializzazione, appartenevano a quel gruppo di legionari privilegiati, chiamati immunes. Erano alle dipendenze di un Magister ballistarius (attestato fin almeno dal II secolo d.C.), che a sua volta era coadiuvato da un optio ballistariorum (attendente al servizio del comandante) e ad un certo numero di doctores ballistariorum (sotto-ufficiali di complemento). Ogni legione, infine, poteva disporre fino a circa 60 tra catapulte e baliste.

#### Balista

Una balista di questo calibro poteva lanciare proiettili del peso di circa 13 kg ciascuno.

La balista, pur avendo principi analoghi anche in termini di costruzione a quelli delle catapulte, fu progettata per il lancio di pietre o massi pesanti (fino a oltre 45 kg), non invece per tiri di precisione. In seguito alla guerre pirriche degli anni 280-275 a.C. contro la Magna Grecia, la successiva annessione delle città-stato della Grecia antica nel 146 a.C., la cultura ellenistica si diffuse largamente nella Repubblica romana, a partire dall'ingegneria militare acquisita dai Romani, compresa appunto la balista a torsione inventata dai Macedoni nel IV secolo a.C.
Secondo Vitruvio (del I secolo), erano macchine destinate al lancio di dardi e giavellotti. E lo stesso Ammiano Marcellino (del IV secolo) ricorda che si trattava di macchine da lancio atte al lancio dei giavellotti. I dardi potevano risultare di piccole dimensioni (20–22 cm) fino a raggiungere quasi i due metri, come degli autentici giavellotti. La loro gittata era stimata in 350 metri circa.
Flavio Giuseppe ricorda, invece, che potevano lanciare pietre o massi. Nel corso dell'assedio di Gerusalemme un proiettile in pietra del peso di un talento (pari a 33 kg) fu lanciato ad oltre due stadi di distanza (oltre i 377 metri). Sempre Flavio Giuseppe, nel raccontare durante l'assedio di Iotapata quale potenza generavano tali macchine, descrive alcuni episodi terrificanti:
(Giuseppe Flavio, La guerra giudaica, III, 7.22.245-249)

#### Carrobalista

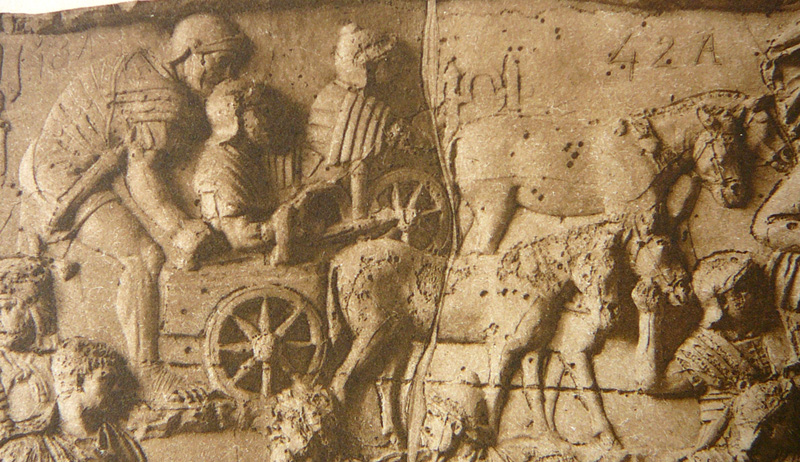
Una carrobalista dalla Colonna Traiana, fregio n.XXXI

Introdotta nel I secolo a.C., è un'evoluzione della balista che poteva essere montata su un traino e spostata agevolmente con l'ausilio di cavalli. Nacque dalla necessità di costituire un tipo di artiglieria che potesse essere utilizzata anche in battaglia e non solo durante gli assedi. La carrobalista sfrutta la potenza di molle di bronzo composte da molte anime per sparare lunghe frecce oppure "ghiande" di piombo. Viene manovrata da due uomini ed è costituita da quattro parti principali: il calcio dove si trova il congegno di scatto, il telaio dove sono le corde e i bracci di metallo, un sostegno e il carro. Una specie di vite di puntamento consente di alzare o abbassare la direzione dei dardi. Venne largamente utilizzata dall'imperatore Traiano, sia nelle campagne contro i Daci sia in quelle in Mesopotamia contro i Parti. Non a caso sulla Colonna Traiana si possono vedere riproduzioni in bassorilievo di questo genere d'arma.

#### Catapulta
Le catapulte erano costruite con il fine di effettuare tiri di precisione, più che di potenza. I proiettili utilizzati erano, pertanto, frecce e dardi relativamente leggeri, considerando che i telai delle macchine stesse erano per lo più sottili, e comunque più leggeri di quelli delle baliste. Con il passare del tempo le catapulte andarono scomparendo, sostituite dagli scorpioni, più maneggevoli, mentre le baliste furono sostituite dagli onagro, macchine di grandi dimensioni per il lancio delle pietre, seppure con traiettorie non "dirette" ma "a parabola" verso l'alto, per scavalcare il nemico nascosto dietro le mura della città assediata.

#### Cheiroballistra

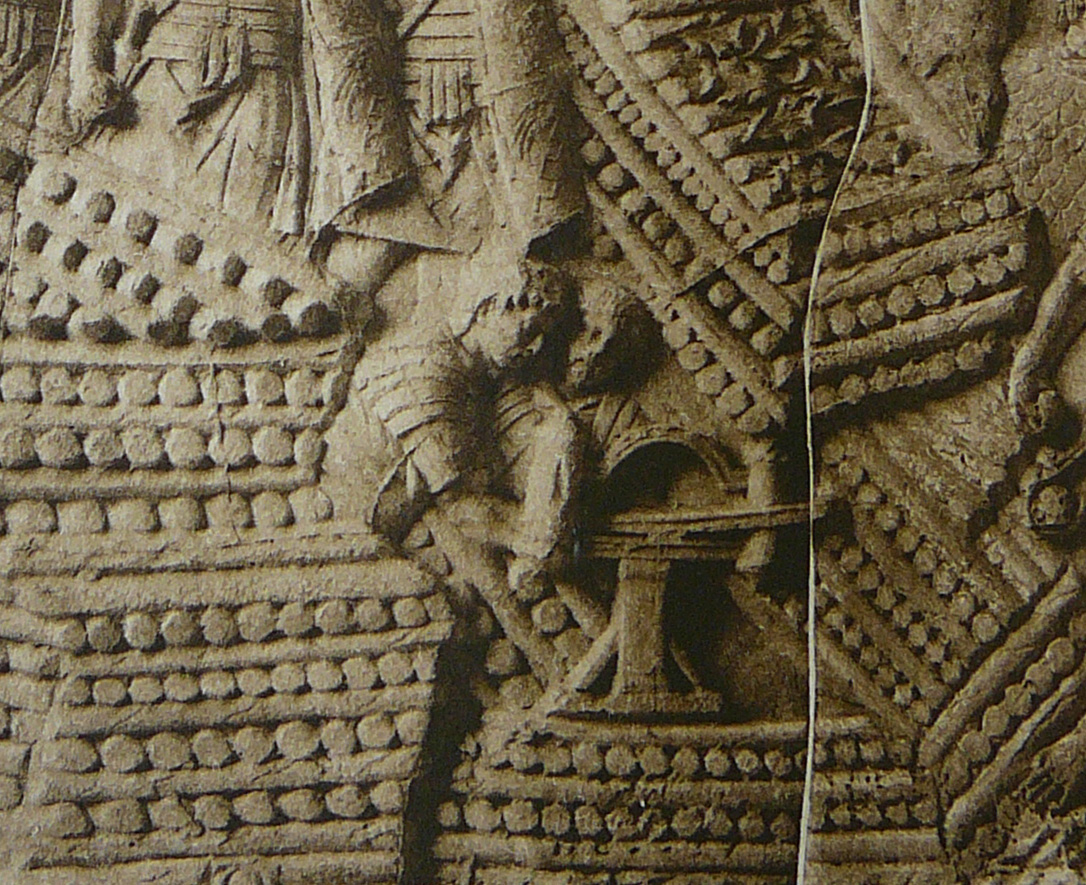
Una cheiroballistra dalla Colonna Traiana.

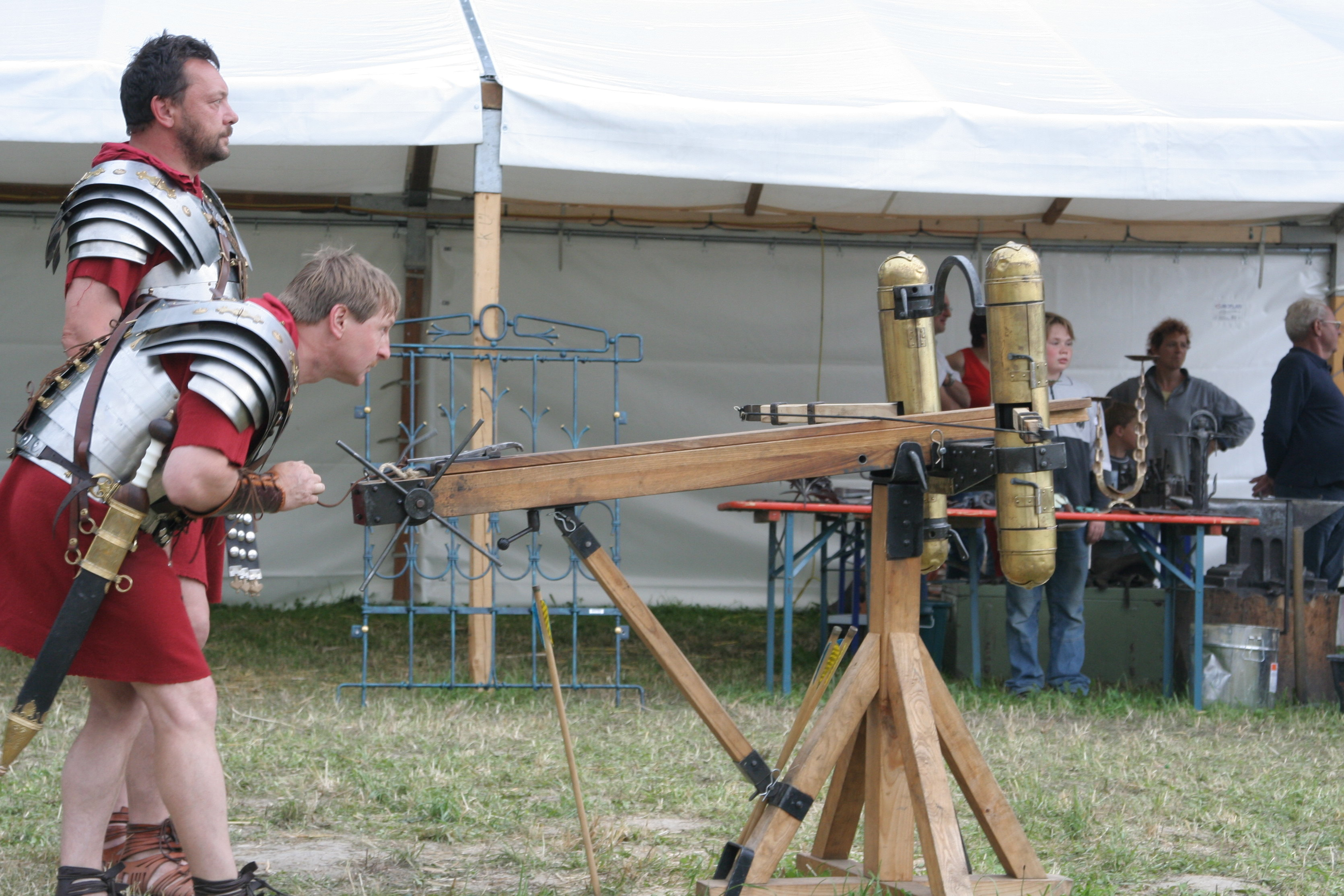
Ricostruzione di una cheiroballistra dell'epoca di Traiano.

Attorno al 100, l'allora architetto delle campagne daciche di Traiano, Apollodoro di Damasco, progettò un nuovo tipo di scorpione, riducendo alcune parti in legno, pesanti ed ingombranti, con strutture in ferro aventi potenza di lancio anche superiore. Si trattava della cheiroballistra (o manuballista). Si trattava sostanzialmente di uno scorpione di dimensioni poco più ridotte con l'unica differenza di essere costruito quasi completamente in metallo, matasse incluse, queste ultime "alloggiate" in due cilindri in bronzo laterali. Il tipo di materiale permetteva di ridurre le dimensioni ed il peso, senza penalizzare le prestazioni dell'arma, dotata di una precisione anche migliore. Di quest'arma vennero costruite anche versioni trasportabili su due ruote (la carrobalista), delle dimensioni di una balestra (solo il meccanismo era differente).

#### Onagro

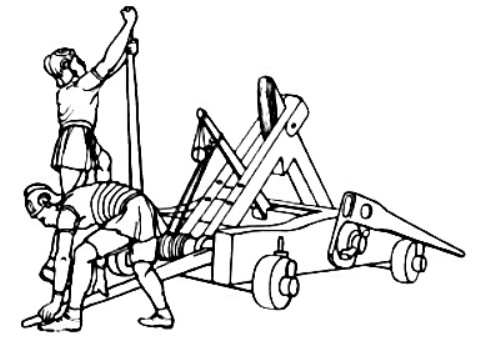
Disegno di un onagro di epoca romana, di medie dimensioni.

L'onagro serviva a lanciare pietre di grandi dimensioni (di decine di kg), le quali erano alloggiate in una tasca all'estremità di un palo inserito all'interno di un fascio di corde, che veniva portato indietro e poi rilasciato. Il lancio avveniva in modo improvviso e violento (fino ad alcune centinaia di metri), con una traiettoria indiretta nei confronti del bersaglio tanto che i proiettili seguivano una parabola verso l'alto, scavalcando ostacoli e mura, prima di piombare sul nemico. Tutto dipendeva ovviamente dalla grandezza della struttura, dello spessore e lunghezza delle sue funi. Vegezio dice che non era possibile trovare arma più potente di questa. Era, inoltre, in grado di abbattere oltre a cavalli e armati, anche le macchine avversarie.

#### Scorpione

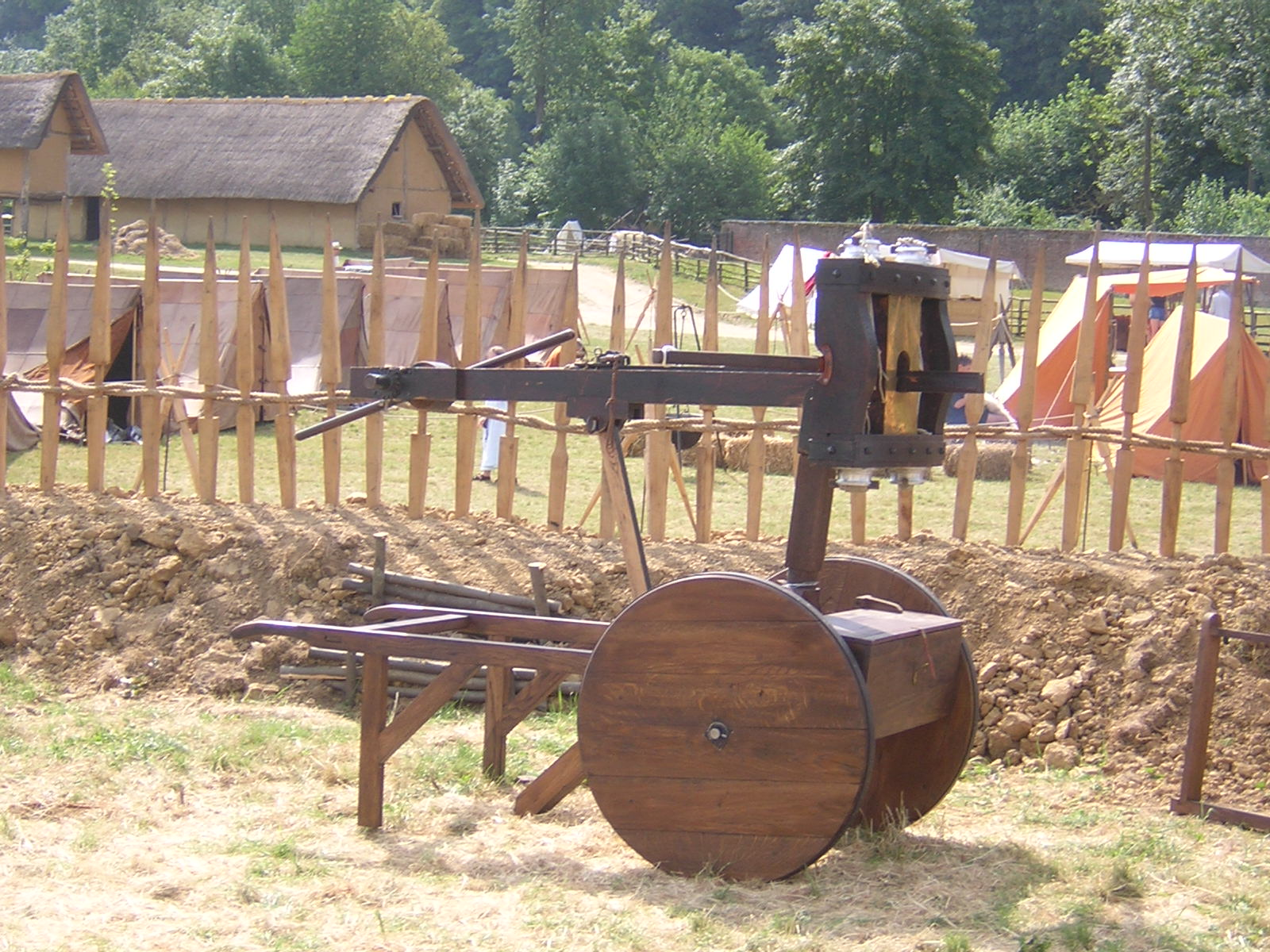
Scorpione romano su carro da trasporto

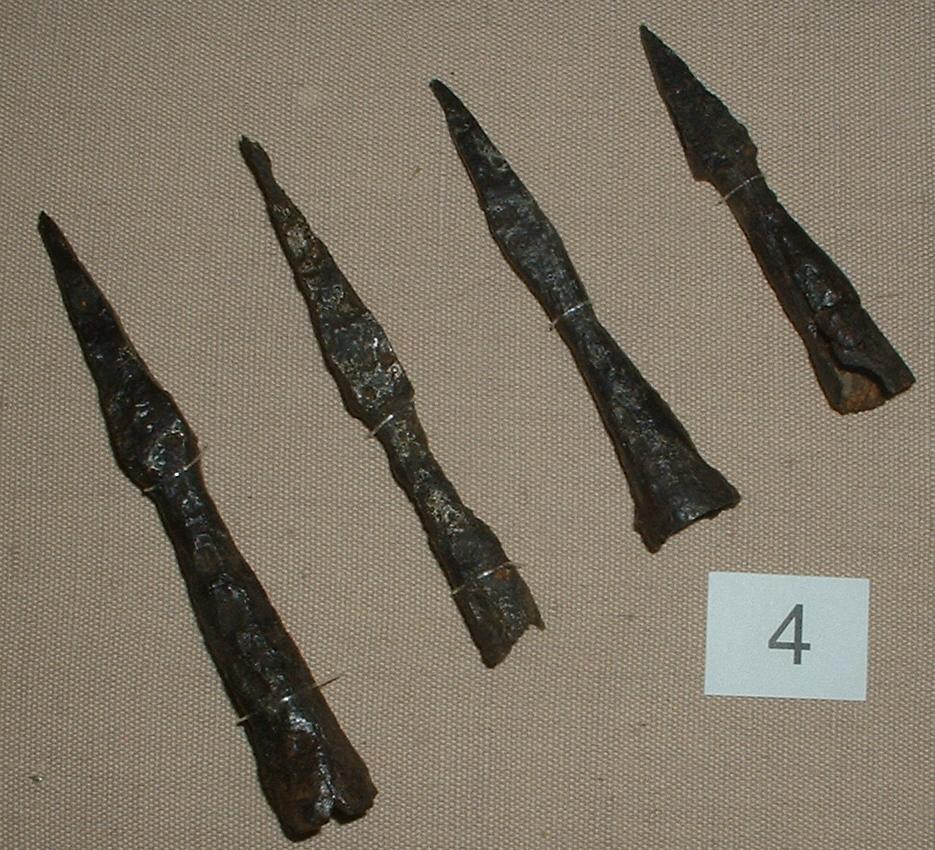
Proiettili di scorpione

Gli scorpioni erano, secondo Vitruvio (attorno al 20 a.C.), armi destinate al lancio di dardi e giavellotti, similmente a come le descrive Vegezio, definendole anche "balestre a mano.  Sembra cominciassero ad essere impiegati nell'esercito romano nella prima metà del I secolo a.C., ovvero dal tardo periodo repubblicano.. Erano di dimensioni assai più ridotte rispetto alle baliste. Generalmente la lunghezza dei dardi di uno scorpione era standardizzata in 3 spanne (69 cm), che potevano essere scagliati con precisione ad una distanza di 100 metri, mentre la gittata utile era di 400 metri. Durante l'età repubblicana e Imperiale, era la norma che ogni centuria avesse un numero tipico di scorpioni e baliste. Gli scorpioni venivano posizionati in batterie su alture in modo da sfoltire le truppe avversarie e fiaccare il nemico. Questo tipo di arma venne utilizzato largamente da Giulio Cesare nella campagna militare in Gallia (es. durante l'assedio di Avarico). La ridotta dimensione permise all'arma di essere impiegata anche su carri con gli inizi del II secolo, prendendo così il nome di carrobalista.

### Fonti primarie
- Ammiano Marcellino, Le Storie (testo latino a fronte), a cura di A. Salem, UTET 2007, ISBN 978-88-02-07712-3
- Apollodoro di Damasco, Poliorcetica.
- Cesare, Commentarii de bello Gallico.
- Frontino, Strategemata, II.
- Livio, Ab Urbe condita libri, V e VI.
- Plinio il Giovane, Lettere, X. C. Plinii Caecilii Secundi Epistolarum libri decem: et Panegyricus - Caius Plinius Caecilius Secundus - Google Libri
- Plutarco, Vita di Romolo.
- (LA) Polibio, Storie, II secolo a.C..
- Pseudo-Igino, De munitionibus castrorum.
- Sallustio, Bellum Iugurthinum, LXXXVI.
- Tacito, Annales, II e XV.
- Vegezio, L'arte della guerra (Epitoma rei militaris), Oscar Mondadori - Classici Greci e Latini (testo a fronte), 2001. ISBN 88-17-10645-3
- Vitruvio, De architectura, X.

### Fonti secondarie
- E. Abranson e J.P. Colbus, La vita dei legionari ai tempi della guerra di Gallia, Milano 1979.
- G. Cascarino, L'esercito romano. Armamento e organizzazione, Vol. I - Dalle origini alla fine della repubblica, Rimini 2007.
- G. Cascarino, L'esercito romano. Armamento e organizzazione, Vol. II - Da Augusto ai Severi, Rimini 2008. ISBN 9788884741738
- P. Connolly, L'esercito romano, Milano 1976.
- P. Connolly, Greece and Rome at war, Londra 1998. ISBN 1-85367-303-X
- A. K. Goldsworthy, The Roman Army at War, 100 BC-AD 200, Oxford - N.Y 1998.
- A. K. Goldsworthy, Storia completa dell'esercito romano, Modena 2007. ISBN 978-88-7940-306-1
- L. Keppie, The Making of the Roman Army, from Republic to Empire, Londra 1998.
- Y. Le Bohec, L'esercito romano da Augusto alla fine del III secolo, Roma 1992, VII ristampa 2008.
- Y. Le Bohec, Armi e guerrieri di Roma antica. Da Diocleziano alla caduta dell'impero, Roma 2008. ISBN 978-88-430-4677-5
- E. Luttwak, La grande strategia dell'Impero romano, Milano 1991.
- Anna Maria Liberati & Francesco Silverio, Organizzazione militare: esercito, in Museo della civiltà romana, vol. 5, Roma, Quasar, 1988, ISBN 978-8885020917.
- A. Milan, Le forze armate nella storia di Roma Antica, Roma 1993.
- Flavio Russo, L'artiglieria delle legioni romane, Istituto poligrafico e zecca dello stato, Roma 2004
- G. Webster, The Roman Imperial Army, Londra - Oklahoma 1998.